# مطار فيتشابون
مطار فيتشابون (إياتا: PHY، إيكاو: VTPB) هو مطارٌ في أمفوي لوم ساك [الإنجليزية] ضمن محافظة فيتشابون في شمال [الإنجليزية] تايلاند.

## روابط خارجية
- حالة الطقس في مطار فيتشابون.
- تاريخ الحوادث لـ (PHY) على شبكة سلامة الطيران.